# Solid Rock (álbum de The Rolling Stones)
Solid Rock es un álbum recopilatorio de The Rolling Stones lanzado en 1980. Esta es la primera publicación de la disquera Decca en cinco años. Un año más tarde seria seguido por una recopilación de baladas llamada Slow Rollers.

## Lista de canciones
Todas las canciones compuestas por Mick Jagger y Keith Richards excepto donde lo indica
Lado 1
1. "Carol" (Chuck Berry)
2. "Route 66" (Bobby Troup)
3. "Fortune Teller" (Naomi Neville)
4. "I Wanna Be Your Man" (John Lennon/Paul McCartney)
5. "Poison Ivy" (Jerry Leiber/Mike Stoller)
6. "Not Fade Away (Charles Hardin/Norman Petty)
7. "(I Can't Get No) Satisfaction"
8. "Get Off of My Cloud"

Lado 2
1. "Jumpin' Jack Flash"
2. "Connection"
3. "All Sold Out"
4. "Citadel"
5. "Parachute Woman"
6. "Live with Me"
7. "Honky Tonk Women"